# Menhire von Kerfland

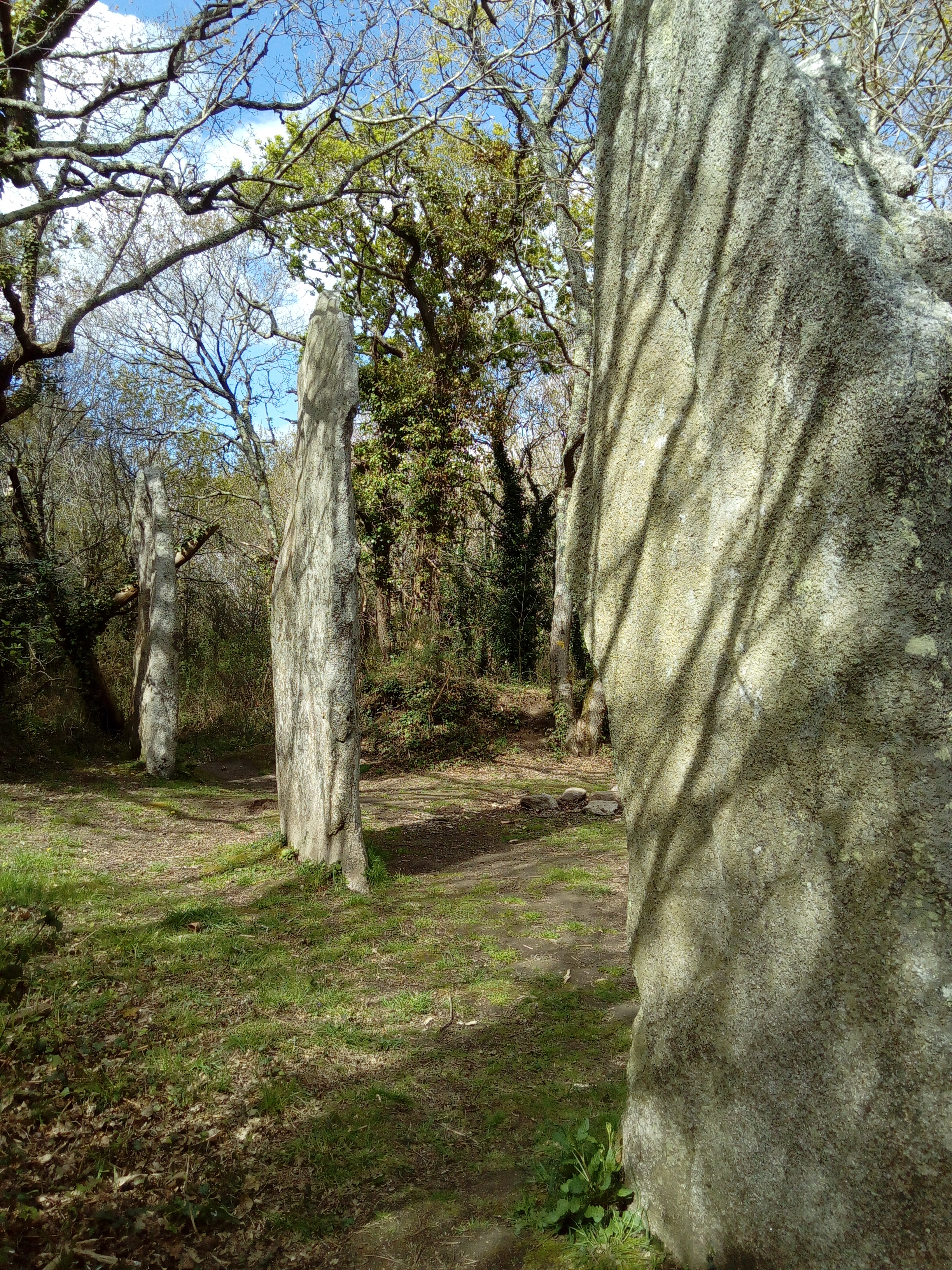
Die Menhire von Kerfland

Die drei Menhire von Kerfland (auch Alignement de Pendreff genannt) sind eine Steinreihe, die seit 1923 als Monument historique eingestuft ist und auf privatem Grund (aber zugänglich) in einem Wald südlich von Plomeur in der Cornouaille im Département Finistère in der Bretagne in Frankreich steht.
Die drei Menhire aus Granit sind nahezu perfekt Nord-Süd ausgerichtet. Mit einer Höhe von etwa 5,0 m sind sie bis 2,0 m breit und etwa 30 cm dick. Sie stehen etwa 5,0 m voneinander entfernt.
Die Menhire waren im Jahr 1960 Gegenstand einer archäologischen Ausgrabung bei der u. a. Feuerstein und Keramik an ihren Füßen entdeckt wurde. Die Grabung führte zum Sturz des zentralen Menhirs und seiner Reparatur und Wiederaufstellung durch Pierre-Jean Berrou (geb. 1930). 100 Meter entfernt liegt ein weiterer Stein der Reihe am Boden.

Menhire von Kerfland
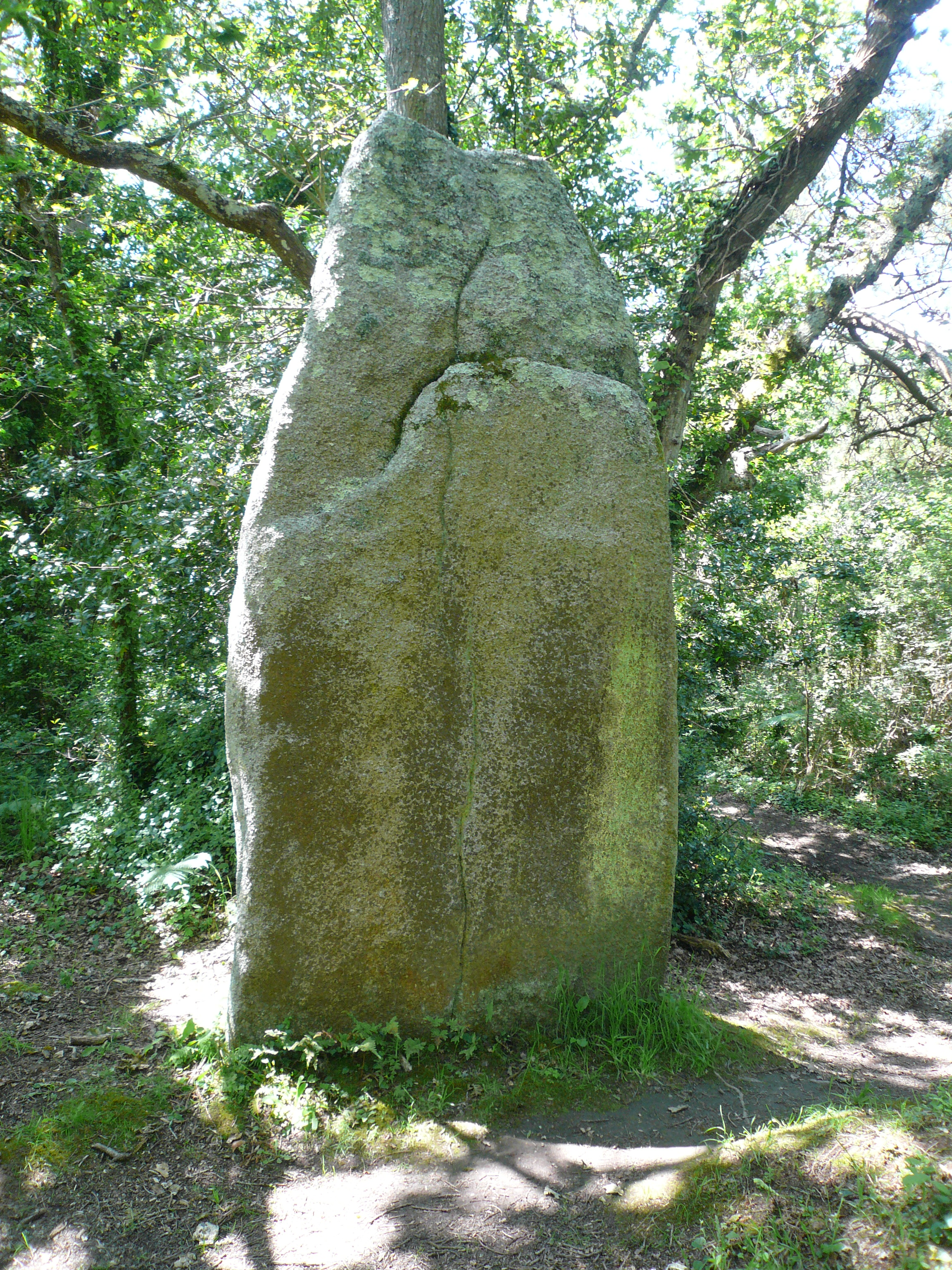
Menhir 1
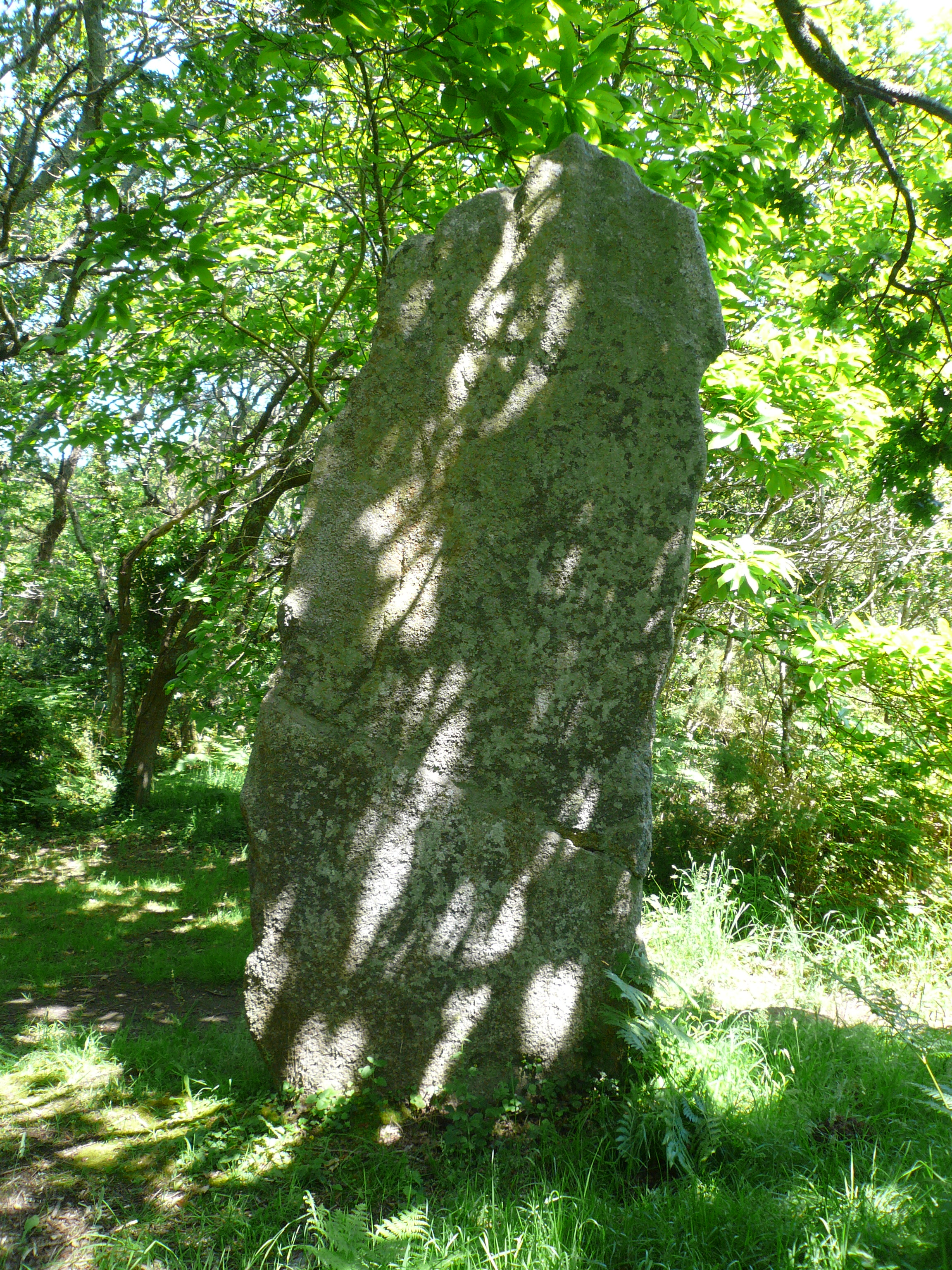
Menhir 2
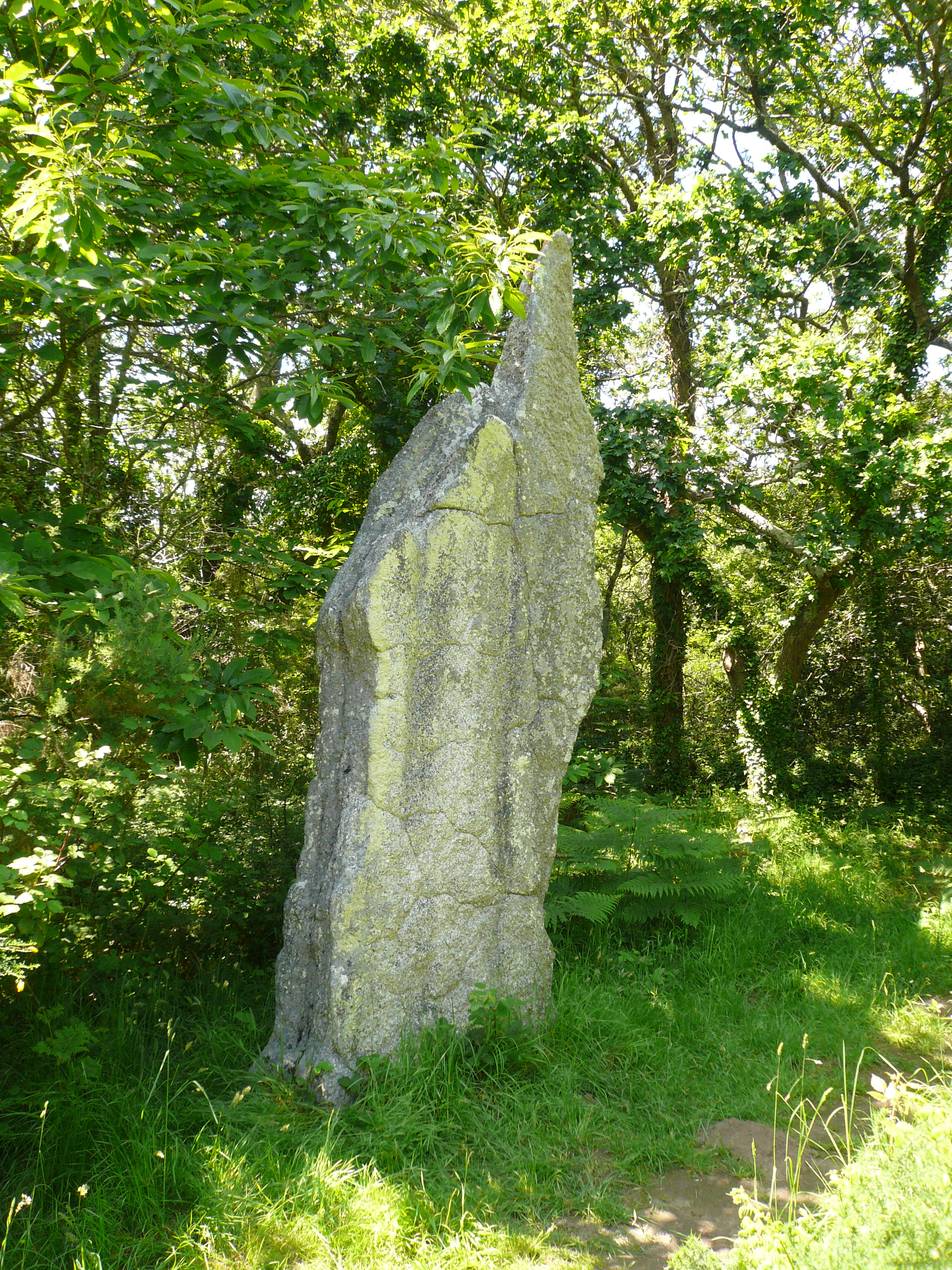
Menhir 3